# Rhynchostegiella confertula
Rhynchostegiella confertula là một loài rêu trong họ Brachytheciaceae. Loài này được A. Jaeger Besch. mô tả khoa học đầu tiên năm 1889.